# دانکن دوناتس

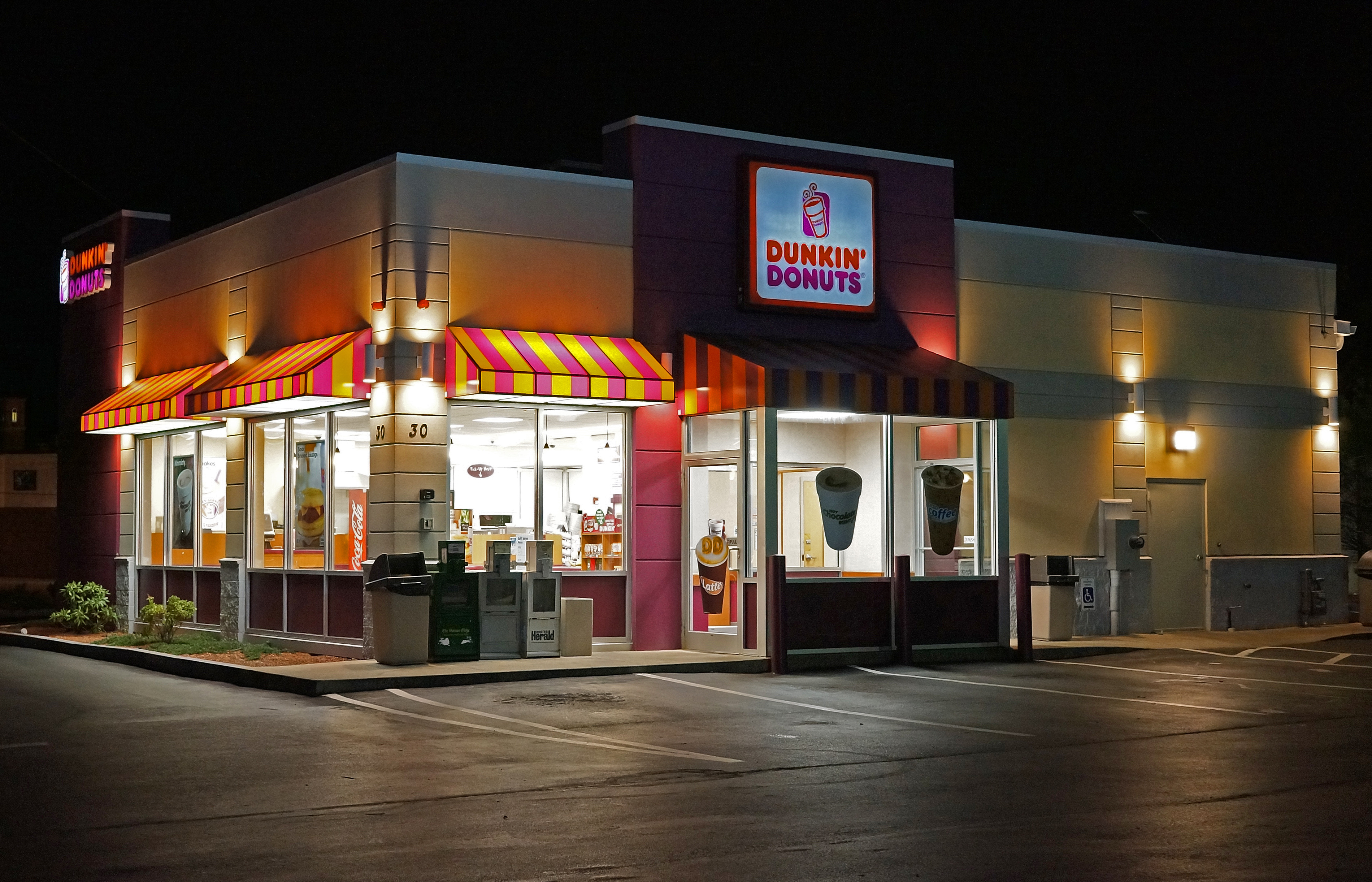
شعبه‌ای از دانکن دوناتس، در ریور، ماساچوست

دانکن دوناتس (به انگلیسی: Dunkin' Donuts) شرکت تولید شیرینی و کافی‌شاپ آمریکایی است، که در سال ۱۹۵۰ توسط ویلیام روزنبرگ تأسیس شد
شرکت دانکن دوناتس هم‌اکنون مالک شبکه‌ای از ۱۰٫۴۷۹ شعبه، در ایالات متحده آمریکا و ۳۷ کشور دیگر می‌باشد. دفتر مرکزی این شرکت در شهر کنتون، ماساچوست، ایالات متحده آمریکا قرار دارد و سهام آن در بازار بورس نزدک معامله می‌شود. رقبای اصلی دانکن دوناتس، استارباکس، کریسپی کریم و هانی دیو دوناتس می‌باشند.

## نگارخانه
برخی از دوناتهای ارائه شده توسط فروشگاه‌های دانکن دوناتس با کالری بین ۳۰۰ تا ۴۰۰ برای هر عدد.

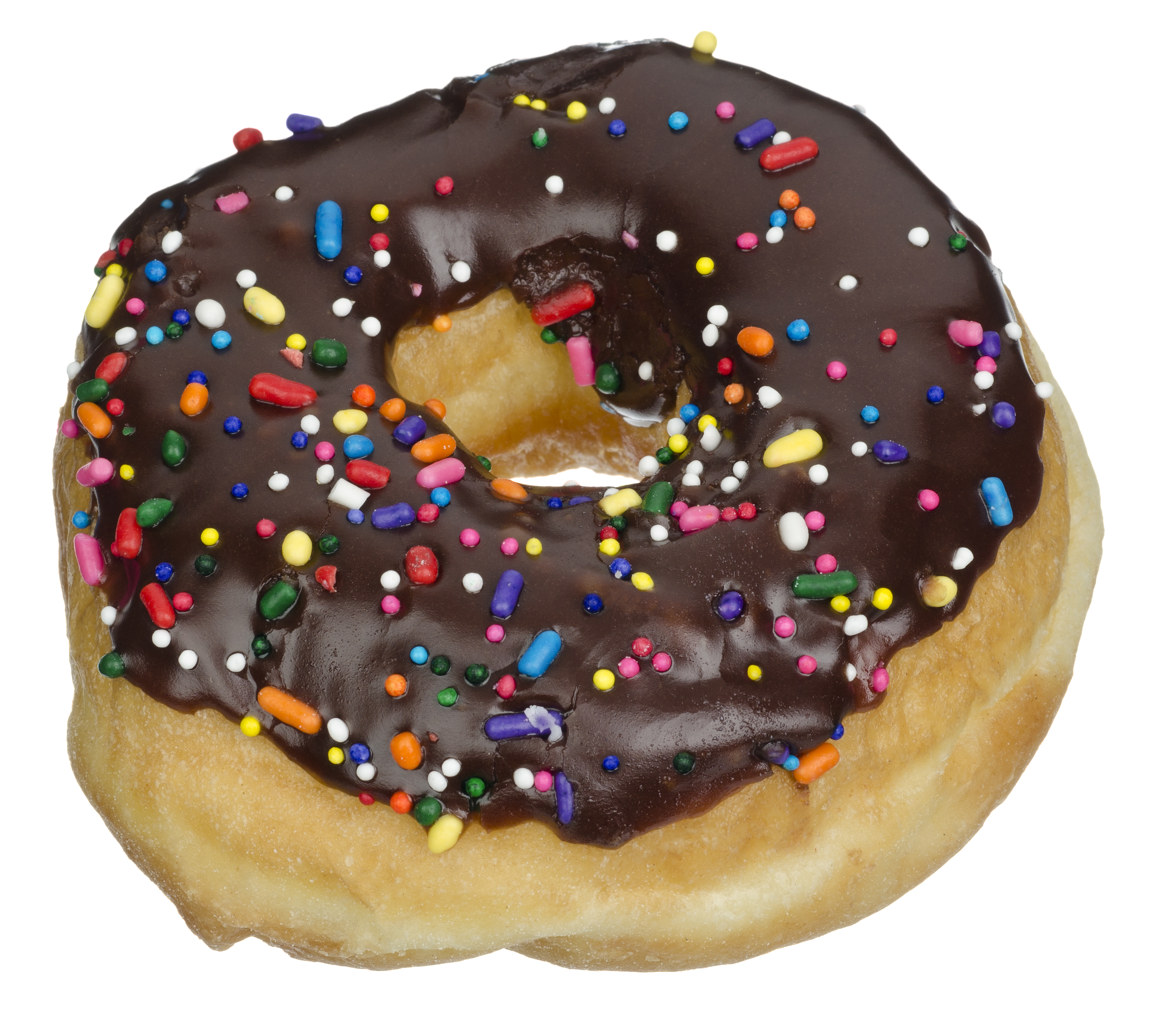
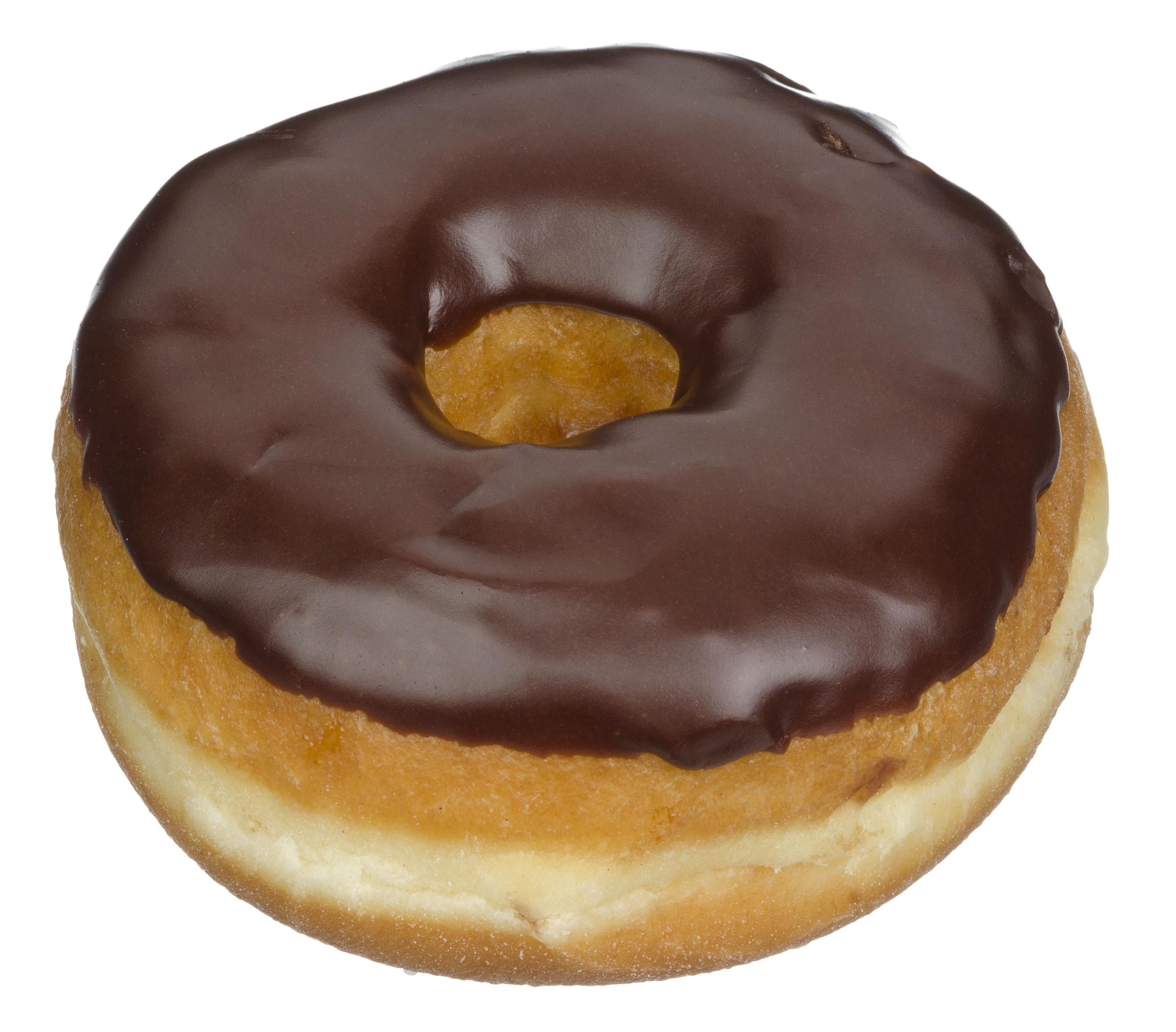
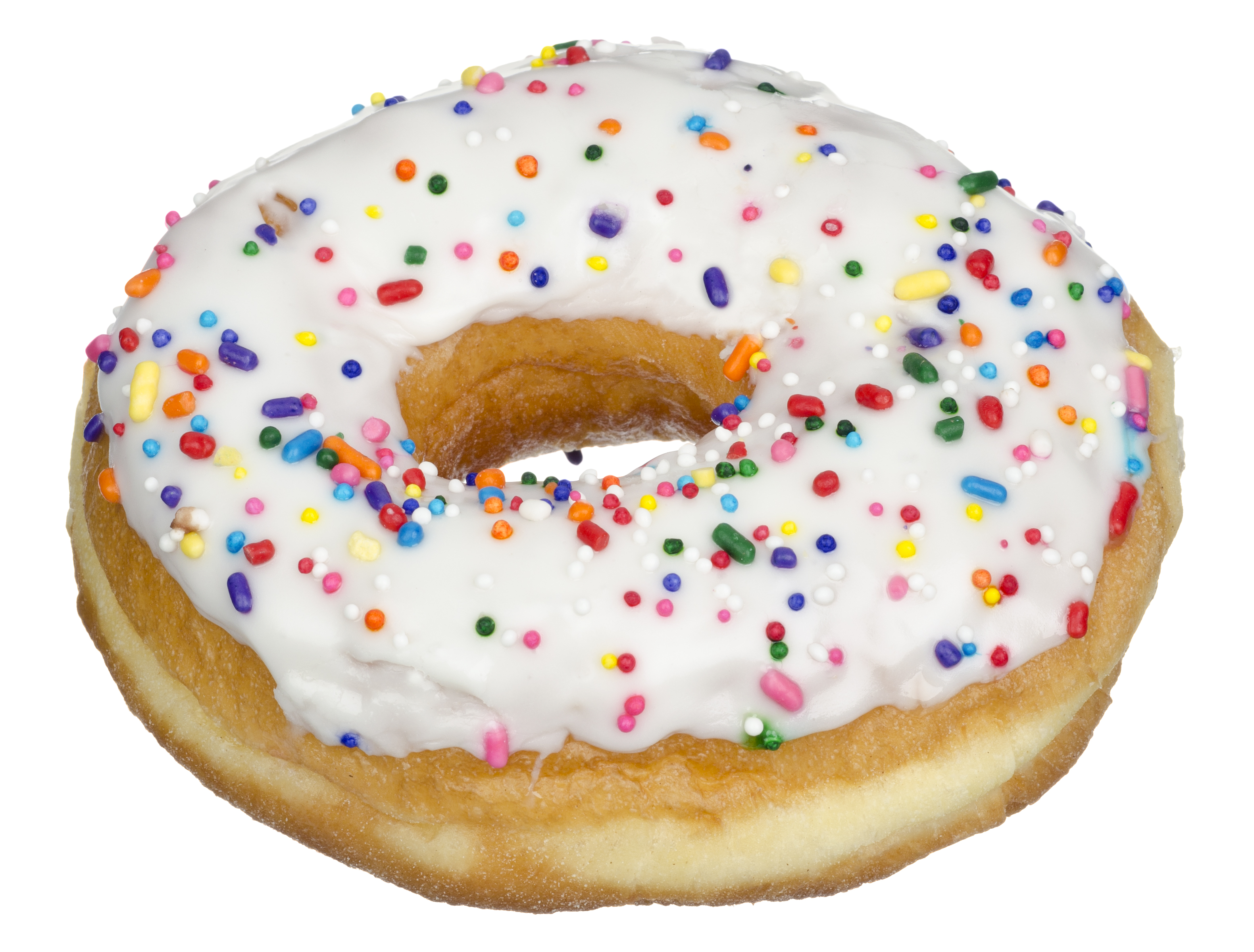